# Quintanilla del Olmo
Quintanilla del Olmo è un comune spagnolo di 53 abitanti situato nella comunità autonoma di Castiglia e León.